# MiniCat

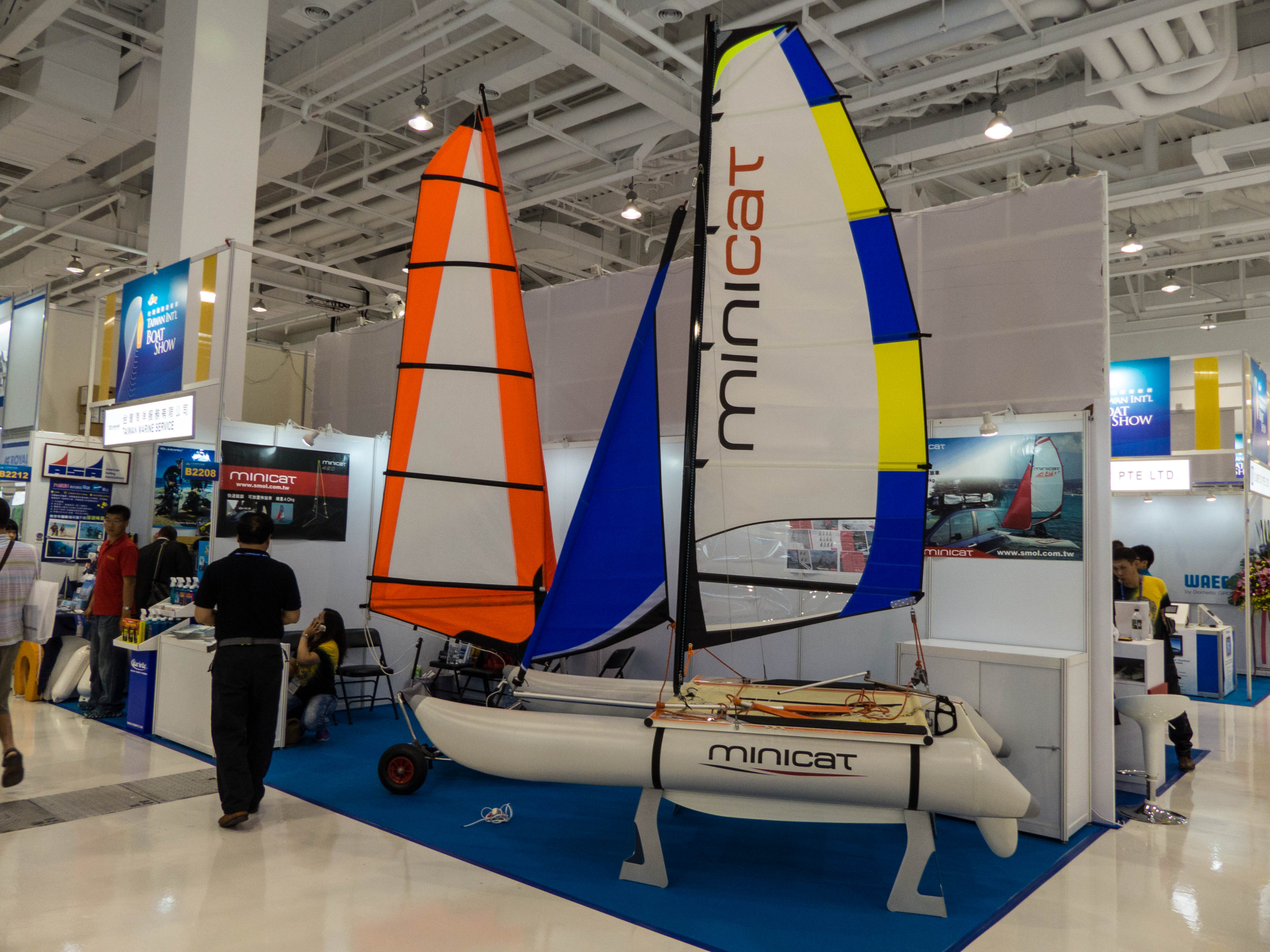
MiniCat auf der Taiwan International Boat Show 2014

MiniCat ist die Bezeichnung für eine Modellreihe von Schlauchboot-Segelkatamaranen des tschechischen Herstellers gleichen Namens.

## Allgemeines
Die Schlauchboot-Segelkatamarane haben PVC-beschichtete Schläuche und einen Aluminiumrahmen. Auch der Mast besteht aus Aluminium. Ruderblatt, Kielfinnen und Sitzflächen sind Kunststoffteile. Die Boote sind schnell aufbaubar und werden in tragbaren, rechteckigen Taschen verstaut. Die seit dem Jahr 2006 von dem Tschechen Martin Horak entwickelten Katamarane werden hauptsächlich in Tschechien gebaut und weltweit vertrieben.

## Modelle
Die Modellpalette umfasst folgende Typen (Stand: 2016):
- MiniCat Guppy: 3,0 m 29 kg, Verkauf seit 2018, Aufbauzeit 10 min
- MiniCat 310:   3,1 m, 35 kg. Verkauf seit 2006, ursprünglich unter dem Namen „Minicat“
- MiniCat 420:   4,2 m, 44 kg
- MiniCat 460:   4,6 m, 58 kg.